# Congregational Methodist Church
Congregational Methodist Church (CMC) är en metodistkyrka med högkvarter i Florence, Mississippi, USA.
RMC bildades 1852 i Georgia, USA av avhoppare från Methodist Episcopal Church, South.
I dag har kyrkan verksamhet i USA, Mexiko, Belize och Bolivia.